# 헨닝 망켈

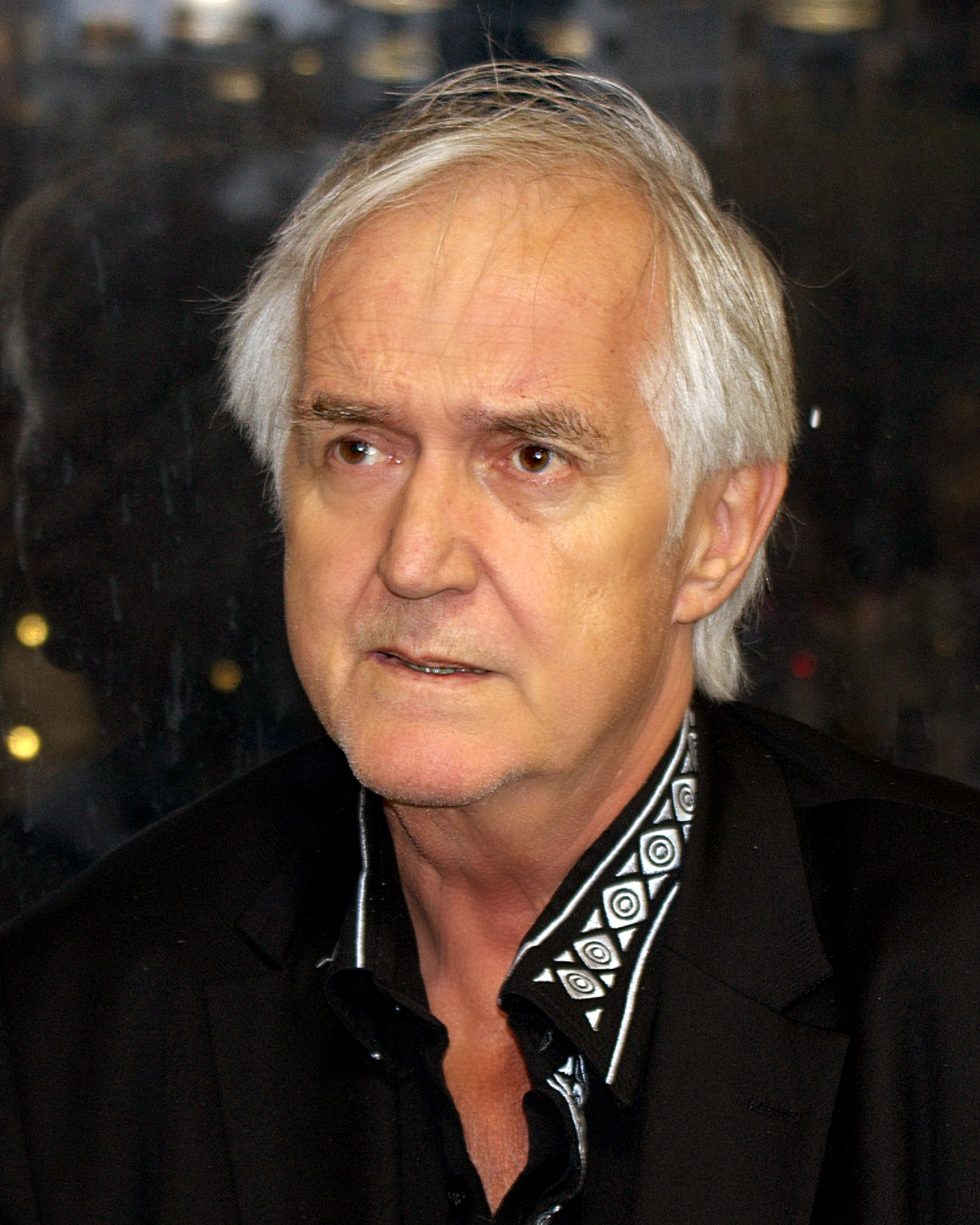
헨닝 망켈

헨닝 망켈(스웨덴어: Henning Mankell, 1948년 2월 3일 ~ 2015년 10월 5일)은 스웨덴의 작가이다. 전설적인 스릴러 작가다.

## 주요 작품

### 동화
- 불의 비밀(Secrets in the Fire)